# Mistrzostwa Europy w Wioślarstwie 1903
11. Mistrzostwa Europy w Wioślarstwie odbyły się w dniu 17 sierpnia 1903 r. we włoskiej Wenecji. Zawodnicy rywalizowali w 5 konkurencjach wioślarskich na pobliskim Canale della Giudecca. 

## Medaliści
| Konkurencja                 | Złoto | Srebro | Brąz | Źródło      |
| --------------------------- | --- | --- | --- | ----------- |
| M1x (jedynka)               | Robert d'Heilly | Xavier Crombet | Georg Eidenbenz                                                                                           | [ 1 ] [ 2 ] |
| M2x (dwójka podwójna)       | Belgia Daniël Clarembaux · Xavier Crombet | Włochy Luigi Gerli · Emilio Sacchini | Francja Robert d'Heilly · Jacques Jansen                                                                  | [ 3 ]       |
| M2+ (dwójka ze sternikiem)  | Belgia Guillaume Visser · Urbain Molmans · Rodolphe Colpaert (sternik) | Francja Beurrier · Émile Lejeune | Cesarstwo Niemieckie · (Alzacja-Lotaryngia) Charles Engel · Charles Muhlberger · A. Knoch (sternik)       | [ 4 ]       |
| M4+ (czwórka ze sternikiem) | Belgia Guillaume Visser · Urbain Molmans · Victor van Acker · Ernest Tralbaut · Rodolphe Colbaert (sternik)                                                                         | Francja Raymondi · Vuillier · Bastoner · Jean Reverchon                                                                                        | Włochy Paolo Diana · Vittorio Narducci · Gaetano Caccavallo · Giuseppe Nacci · Lisona (sternik)           | [ 5 ]       |
| M8+ (ósemka)                | Belgia Guillaume Visser · Urbain Molmans · Victor van Acker · Ernest Tralbaut · Henri de Beukkelaere · Alphonse Hoge · Paul Jaxx · Georges van Huffel · Rodolphe Colbaert (sternik) | Włochy Giorgio Bensa · Gino Montelatici · Cino Ceni · Guglielmo Ously · Mario Piattoli · Valente Cappelli · Raffaello Baldi · Vittorio Parrini | Francja Carlos Deltour · Alibert · Champagne · Valmy · Lemaitre · Antoine Védrenne · Fournier · Vincendau | [ 6 ]       |

## Klasyfikacja medalowa
| Miejsce | Reprezentacja                             | Złoto | Srebro | Brąz | Razem |
| ------- | ----------------------------------------- | ----- | ------ | ---- | ----- |
| 1.      | Belgia                                    | 4     | 1      | 0    | 5     |
| 2.      | Francja                                   | 1     | 2      | 2    | 5     |
| 3.      | Włochy                                    | 0     | 2      | 1    | 3     |
| 4.      | Cesarstwo Niemieckie (Alzacja-Lotaryngia) | 0     | 0      | 1    | 1     |
| 4.      | Szwajcaria                                | 0     | 0      | 1    | 1     |
| Razem   | Razem                                     | 5     | 5      | 5    | 15    |